# Paradosso di Simpson
In statistica, il paradosso di Simpson indica una situazione in cui una relazione tra due fenomeni appare modificata, o perfino invertita, dai dati in possesso a causa di altri fenomeni non presi in considerazione nell'analisi (variabili nascoste). È alla base di frequenti errori nelle analisi statistiche nell'ambito delle scienze sociali e mediche, ma non solo.

## Storia
Fu descritto da George Udny Yule, nell'articolo Notes on the theory of association of attributes in Statistics, comparso in Biometrika nel 1903, e da E. H. Simpson, con l'articolo "The interpretation of interaction in contingency tables", pubblicato nel Journal of the Royal Statistical Society (1951).

## Definizione formale
Benché
{\displaystyle {\begin{aligned}&P(X|B\cap C)>P(X|B^{c}\cap C),\\&P(X|B\cap C^{c})>P(X|B^{c}\cap C^{c}),\end{aligned}}}
accade che
{\displaystyle P(X|B)<P(X|B^{c}),}
dove {\displaystyle P(X|Y\cap Z)} è la probabilità di {\displaystyle X} condizionata dall'evento congiunto {\displaystyle Y} e {\displaystyle Z}, {\displaystyle B^{c}} è l'evento complementare di {\displaystyle B} e {\displaystyle C^{c}} è l'evento complementare di {\displaystyle C}

## Esempio
Si ipotizzi una situazione nella quale la percentuale di disoccupati tra i diplomati sia la metà rispetto alla popolazione di chi non ha conseguito il diploma.
Consideriamo però pure il fatto che, per motivi storici, tra le generazioni più anziane i diplomati siano in numero molto minore e che, per motivi legati al mercato del lavoro, tra i giovani il tasso di disoccupazione sia più elevato che tra gli anziani.
Partendo dalle seguenti due statistiche ipotetiche:
| Intervistati | senza diploma | con diploma | Totale |
| ------------ | ------------- | ----------- | ------ |
| Giovani      | 20            | 80          | 100    |
| Anziani      | 120           | 30          | 150    |
| Totale       | 140           | 110         | 250    |

| Tasso di disoccupazione | senza diploma | con diploma |
| ----------------------- | ------------- | ----------- |
| Giovani                 | 30%           | 15%         |
| Anziani                 | 5%            | 3,33%       |

dove abbiamo che in entrambi i casi la disoccupazione è circa doppia tra i non diplomati, rispetto ai diplomati, si può calcolare il numero di disoccupati:
| Disoccupati | senza diploma | con diploma | Totale |
| ----------- | ------------- | ----------- | ------ |
| Giovani     | 6             | 12          | 18     |
| Anziani     | 6             | 1           | 7      |
| Totale      | 12            | 13          | 25     |

Questi valori assoluti permettono ora di calcolare il tasso di disoccupazione per i non diplomati e per i diplomati senza tenere conto dell'età. Si ottiene:
| Percentuale di disoccupati |                |
| -------------------------- | -------------- |
| senza diploma              | 12/140 = 8,6%  |
| con diploma                | 13/110 = 11,8% |

Si scopre così che tra i diplomati il tasso di disoccupazione invece che essere la metà è maggiore di un quarto che tra i non diplomati, proprio il contrario di quello che si era ipotizzato.
Questo paradosso è dovuto al fatto che il tasso di disoccupazione è nettamente maggiore nel gruppo che ha una maggiore percentuale di diplomati; trascurare l'esistenza di due relazioni fondamentali (quella tra disoccupazione e età, nonché quella tra età e titolo di studio) fa giungere a conclusioni errate.

## Cause
Mentre nel caso precedente preparato a tavolino la contraddizione è evidente, nelle analisi statistiche reali può capitare di non accorgersi delle relazioni implicite esistenti tra le variabili e limitarsi ad analizzare dati aggregati senza incrociarli con le variabili essenziali; la contraddizione non verrebbe allora minimamente percepita, e si potrebbero trarre conclusioni completamente opposte alla vera distribuzione, con conseguenze potenzialmente molto gravi.
In situazioni meno estreme di quelle dell'esempio, le stesse cause del paradosso di Simpson possono portare a sovrastimare o sottostimare differenze tra gruppi, senza però capovolgere il "segno" della relazione.
I dati prodotti dal paradosso di Simpson chiaramente non sono sbagliati in sé, ma semplicemente devono essere letti in modo diverso da come farebbe un lettore o analista superficiale:
- tra persone con diploma ci sono più disoccupati che tra persone senza diploma

Mentre sbagliata è la conclusione superficiale che usa concetti di causa-effetto, come
- avere un diploma è la causa di una maggiore disoccupazione

Volendo usare concetti di causa effetto (spesso l'unico motivo per il quale si analizzano i dati), ma avendo a disposizione tutti i dati, si può dire:
1. i giovani sono sei volte più soggetti alla disoccupazione rispetto agli anziani;
2. ma sia tra i giovani che tra gli anziani avere un diploma riduce il "rischio disoccupazione" alla metà.